# フィルムコミック
フィルムコミックは漫画の一形態であり、映像作品を元に漫画へと再編成したものである。アニメのフィルムコミックはアニメコミックとも呼ばれている。

## 概要
アニメを中心に映像作品のフィルムから撮影した大量の写真やデジタル化された後の作品では静止画をページ上に漫画のコマ割りのように配置し、台詞をフキダシのように、効果音を擬音のように作画、結果として映像作品が漫画形式で読める、書籍メディアの一種である。掲載誌を持たずに単行本から刊行されるのが一般的なため、広義では単行本書き下ろし漫画作品に分類される。
ビデオテープレコーダーが普及する1980年代半ば以前まで、サウンドトラックやドラマレコード、シナリオ再録やノベライズなどと並んでアニメを追体験する手段として盛んにリリースされた。作家の鳴海丈によると、『宇宙大作戦』という先例もあるが、『月刊OUT』が開発して1978年の『ルパン三世 ルパンVS複製人間』あたりから刊行されるようになったという。
漫画的作画への加工は基本的には下請けの編集スタジオが行うもので、高名なアニメスタッフや漫画家が行うものではない。
映像作品のストーリーを書籍化する場合、短所もあるがテレビ絵本、漫画、小説の長所をうまく利用しやすく、小学校高学年からマニア層までのニーズに合ったメディアとして、現在でも一定の人気とシェアを誇っている。
サイズはB6判、ページ数は百数十ページ程度が業界の標準である。ページ数の関係から細かい台詞や演出はカットされてしまう所もある。
アメリカ合衆国にも同種の書籍が存在する。Joe Books社は「Cinestory Comic」というシリーズでディズニー作品のフィルムコミックを展開している。
近年ではパソコンやスマートフォン、タブレット端末向けの電子書籍として、アダルトアニメのフィルムコミック化作品の配信も行われている。

## アニメコミック

### 2020年以降
2020年以降も継続中または2020年以降開始のもの。
- おしりたんてい（ポプラ社・アニメコミック）
- かいけつゾロリシリーズ
  - もっと!まじめにふまじめ かいけつゾロリ（ポプラ社）
- 名探偵コナンシリーズ
  - 名探偵コナン映画作品（小学館）
- 僕のヒーローアカデミアシリーズ
  - 僕のヒーローアカデミア THE MOVIE（ホーム社）
- ドラえもんシリーズ
  - ドラえもん映画作品（小学館・てんとう虫コミックスアニメ版）
- ゆるキャン△（芳文社）[3]

### 過去

#### あ行
- 愛天使伝説ウェディングピーチ（小学館）
- 赤毛のアン（新潮社）
- 赤ずきんチャチャ
- AKIRA（講談社・アニメKC）
- あしたのジョー（講談社・アニメKC、日本テレビ）
- あずきちゃん（講談社・なかよしメディアブックス）
- あたしンち（メディアファクトリー）
- あらしのよるに（小学館・ぴっかぴかコミックス）
- アリオン（近代映画社・ジ・アニメ・フィルムコミックス）
- アルプスの少女ハイジ（徳間書店・アニメージュコミックススペシャル）
- アルプスの少女ハイジ・劇場版（双葉社・アクションコミックスアニメ版）
- 伊賀野カバ丸（集英社）
- 犬夜叉（小学館）
- イノセンス（徳間書店・アニメージュコミックススペシャル）
- 淫獣学園 （辰巳出版・タツミコミックスFC、京恵出版・フィルムファンタジー）
- ウォレスとグルミット 野菜畑で大ピンチ!（竹書房）
- うちの3姉妹（主婦の友社）
- 宇宙海賊キャプテンハーロック（秋田書店ANIMEコミックス・チャンピオン・グラフィック）
- 宇宙家族カールビンソン（徳間書店・アニメージュコミックススペシャル）
- 宇宙戦士バルディオス（サンケイ出版・ワクワクフィルムコミックス）
- 海がきこえる（徳間書店・アニメージュコミックススペシャル）
- うる星やつら（小学館・少年サンデーコミックスアニメ版）
- エースをねらえ!（バンダイ出版課・Bクラブフィルムコミック）
- エスパー魔美（小学館・てんとう虫コミックスアニメ版）
- おジャ魔女どれみシリーズ（ソフトバンクパブリッシング・SBアニメコミックス）
- おじゃまんが山田くん（双葉社、ヘラルド出版）
- おじゃる丸（角川書店）
- おそ松さん（集英社・マーガレットコミックス）
- おとめ妖怪ざくろ（幻冬舎）
- おもひでぽろぽろ（徳間書店・アニメージュコミックススペシャル）

#### か行
- カーズ（竹書房・バンブームック）
- カードキャプターさくら（講談社・なかよしメディアブックス）
- 海底超特急マリンエクスプレス（双葉社）
- 崖の上のポニョ（徳間書店）
- 風の谷のナウシカ（講談社・アニメKC、徳間書店・アニメージュコミックススペシャル）
- 風を見た少年
- カムイの剣（富士見書房）
- 借りぐらしのアリエッティ（徳間書店・アニメージュコミックス）
- がんばれ!!タブチくん!!（双葉社）
- ガンダムシリーズ
  - 機動戦士ガンダム劇場版（講談社・アニメKC、旭屋出版）
  - 機動戦士ガンダムF91（徳間書店アニメージュコミックス、旭屋出版）
  - 機動戦士ガンダム 逆襲のシャア（旭屋出版）
  - 機動戦士ガンダムSEED（講談社・アニメKC）
  - 機動戦士ガンダムSEED DESTINY（講談社・アニメKC）
  - 機動戦士ガンダム0080 ポケットの中の戦争（バンダイ出版課・Bクラブフィルムコミック、旭屋出版）
  - 機動戦士Ζガンダム（近代映画社 ジ・アニメフィルムコミックス）
  - 機動戦士Vガンダム（徳間書店）
  - 新機動戦記ガンダムW（ムービック）
- 機動警察パトレイバー（小学館）
- ギブリーズ episode2（徳間書店・アニメージュコミックススペシャル）
- きまぐれオレンジ☆ロード（集英社）
- キャプテン（双葉社）
- 銀河英雄伝説（徳間書店・アニメージュコミックススペシャル）
- 銀河鉄道999
  - 銀河鉄道999 劇場版（講談社・アニメKC）
  - さよなら銀河鉄道999 アンドロメダ終着駅（講談社・アニメKC）
  - 銀河鉄道999 君は戦士のように生きられるか!!（少年画報社 カラーANIMEコミックス）
  - 銀河鉄道999 永遠の旅人エメラルダス（少年画報社 カラーANIMEコミックス）
- きんぎょ注意報!（講談社ヒットブックス・なかよしアニメブックス）
- クラッシャージョウ（講談社アニメコミックス）
- CLAMP学園探偵団（角川書店・ASUKA COMICS DX・アニメブック）
- くりいむレモンシリーズ（創映新社発行/ABC出版発売）
- 紅の豚（徳間書店・アニメージュコミックススペシャル）
- クレヨンしんちゃん（双葉社・4Coinsアクションオリジナル）
- ゲド戦記（徳間書店・アニメージュコミックススペシャル）
- 幻魔大戦
- GS美神（小学館）
- 劇場版 甲虫王者ムシキング グレイテストチャンピオンへの道（小学館・ぴっかぴかコミックス）
- コジコジ（ソニー・マガジンズ）
- COMPILER FESTA（講談社・アニメKC・アフタヌーン）
- 金色のガッシュベル!!（小学館）

#### さ行
- サザエさん（扶桑社、書籍『アニメ「サザエさん」公式大図鑑 サザエでございま〜す!』に掲載）
- 3×3 EYES（講談社）
- さらば宇宙戦艦ヤマト（秋田書店ANIMEコミックス・チャンピオン・グラフィック）
- 地獄先生ぬ〜べ〜（集英社）
- シティーハンター（集英社）
- シナモン the Movie（『小学館スペシャル』2008年1月号『シナモン the Movie スペシャル シナモンファンブック』（2007年12月6日発売）に掲載）
- じゃりン子チエ劇場版（双葉社・アクションコミックスアニメ版）
- 十二国記（講談社・アニメKC）
- 少女革命ウテナ（小学館・フラワーコミックスアニメ版）
- 少女チャングムの夢（金の星社）
- 少年ケニヤ（富士見書房）
- 湘南爆走族（少年画報社・少年キングアニメコミックス）
- シルバニアファミリー（小学館・ぴっかぴかコミックス デラックス）
- 白い牙 ホワイトファング物語（双葉社・アクションコミックスアニメ版）
- 新世紀エヴァンゲリオン（角川書店・ニュータイプフィルムブック　※劇場版もあり）
- 新竹取物語 1000年女王（サンケイ出版・ワクワクフィルムコミックス） 
  - 1000年女王 劇場版（サンケイ出版・ワクワクフィルムコミックス）
- 新ビックリマン（秋田書店・MOVIEコミックス）『新ビックリマン おもしろランド』のタイトルで刊行
- スレイヤーズシリーズ（富士見書房）
- ズッコケ三人組 楠屋敷のグルグル様（公害健康被害補償予防協会）
- ストリートファイターII V（日本テレビ）
- SLAM DUNK（集英社）
- セイバーマリオネットJ（富士見書房）
- セロ弾きのゴーシュ（1982年アニメ映画版）（双葉社・アクションコミックスアニメ版）
- 千と千尋の神隠し（徳間書店・アニメージュコミックススペシャル）
- それいけ!アンパンマン（フレーベル館）

#### た行
- ダーティペア（ムービック）
- 逮捕しちゃうぞ（講談社・アニメKC・アフタヌーン）
- ダッシュ勝平（小学館・少年サンデーコミックスアニメ版）
- タッチ（小学館・少年サンデーコミックスアニメ版）
- T・P・ぼん（小学館・てんとう虫コミックスアニメ版）
- 超時空世紀オーガス（小学館）
- 超時空要塞マクロス（小学館）
- ちょびっツ（講談社・アニメKC）
- ティーンエイジ・ミュータント・ニンジャ・タートルズ（メディアワークス/主婦の友社）
- デジモンアドベンチャー（ソフトバンクパブリッシング・SBアニメコミックス）
- 手塚治虫の旧約聖書物語（集英社）
- 鉄人28号（日本テレビコミックスアニメ版）
- 鉄腕アトム (アニメ第2作)（日本テレビコミックスアニメ版）
- 鉄腕バーディー（小学館）
- 地球へ…（講談社）
- 貯金戦士キャッシュマン(リメイク版)
- 天空の城ラピュタ（徳間書店・アニメージュコミックススペシャル）
- 伝説巨神イデオン（講談社・アニメKC）
- 天地無用!（キネマ旬報社）
- 東京マグニチュード8.0（扶桑社）
- Dr.スランプ アラレちゃん（集英社）
- ドクタースランプ （集英社）
- 劇場版とっとこハム太郎「ハムハムハムージャ! 幻のプリンセス」（小学館・てんとう虫コミックスアニメ版）
- トップをねらえ!（バンダイ出版課）
- となりのトトロ（徳間書店・アニメージュコミックススペシャル）
- ドラえもん
  - ドラえもん（テレビアニメ第2作第2期）
- ドラゴンボールシリーズ
  - ドラゴンボール（集英社）
  - ドラゴンボールZ（集英社）
  - ドラゴンボールGT（集英社）

#### な行
- ナースウィッチ小麦ちゃんマジカルて
- 茄子 アンダルシアの夏（講談社）
- 七つの海のティコ（徳間書店・アニメージュコミックススペシャル）
- NARUTO -ナルト-（集英社）
- 南国少年パプワくん（エニックス）
- 21エモン 宇宙いけ! 裸足のプリンセス（小学館）
- 猫の恩返し（徳間書店・アニメージュコミックススペシャル）
- ねずみ物語 〜ジョージとジェラルドの冒険〜（小学館・ぴっかぴかコミックス デラックス）

#### は行
- ハーメルンのバイオリン弾き（スクウェア・エニックス）
- ハウルの動く城（徳間書店・アニメージュコミックススペシャル）
- 鋼の錬金術師（ソフトバンクパブリッシング・SBアニメコミックス）
- バブルガムクライシス（バンダイ出版課・ビークラブフィルムコミック）
- 母をたずねて三千里（徳間書店・アニメージュコミックススペシャル）
  - 母をたずねて三千里・劇場版（双葉社・アクションコミックスアニメ版）
- BADBOYS（少年画報社）
- 万能文化猫娘（双葉社・アクションコミックスアニメ版）
- ビーストウォーズ 超生命体トランスフォーマー（ソニー・マガジンズ）
- ビーダマンシリーズ
  - Bビーダマン爆外伝（メディアファクトリー）
- 東のエデン（扶桑社）
- 美少女戦士セーラームーンシリーズ（講談社ヒットブックス・なかよしアニメブックス→なかよしメディアブックス）
- ビックリマン（秋田書店・MOVIEコミックス）『ビックリマン おもしろランド』のタイトルで刊行
- 火の鳥2772 愛のコスモゾーン（講談社）
- 100万年地球の旅 バンダーブック（徳間書店、双葉社・アクションコミックスアニメ版）
- ファインディング・ニモ（徳間書店・アニメージュコミックススペシャル、竹書房）
- フウムーン（双葉社・アクションコミックスアニメ版）
- ふしぎの海のナディア（徳間書店・アニメージュコミックススペシャル）
- ブラック・ジャック（秋田書店）
- BLUE SEED（竹書房）
- プロジェクトA子（徳間ジャパン）
- PROJECT ARMS（小学館）
- プリキュアシリーズ
  - ふたりはプリキュア（講談社・アニメKC）
  - 映画 Yes!プリキュア5 鏡の国のミラクル大冒険!（一迅社）
  - 映画 Yes!プリキュア5GoGo! お菓子の国のハッピーバースディ♪（一迅社）
  - 映画 プリキュアオールスターズDX みんなともだちっ☆奇跡の全員大集合!（一迅社）
  - 映画 フレッシュプリキュア! おもちゃの国は秘密がいっぱい!?（一迅社）
  - 映画 プリキュアオールスターズDX2 希望の光☆レインボージュエルを守れ!（一迅社）
  - 映画 ハートキャッチプリキュア! 花の都でファッションショー…ですか!?（一迅社）
  - 映画 プリキュアオールスターズDX3 未来にとどけ! 世界をつなぐ☆虹色の花（一迅社）
  - 映画 スイートプリキュア♪ とりもどせ! 心がつなぐ奇跡のメロディ♪（一迅社）
  - 映画 プリキュアオールスターズNewStage みらいのともだち（一迅社）
  - 映画 スマイルプリキュア! 絵本の中はみんなチグハグ!（一迅社）
  - 映画 プリキュアオールスターズNewStage2 こころのともだち（一迅社）
  - 映画 ドキドキ!プリキュア マナ結婚!!?未来につなぐ希望のドレス（一迅社）
  - 映画 プリキュアオールスターズNewStage3 永遠のともだち（一迅社）
- 平成狸合戦ぽんぽこ（徳間書店・アニメージュコミックススペシャル）
- ペリカンロード（少年画報社・少年KING ANIMEコミックス）
- ベルサイユのばら（集英社、日本テレビ、中央公論社）
- 北斗の拳 劇場版（集英社）
- ぼくの地球を守って（白泉社）
- 火垂るの墓（徳間書店・アニメージュコミックススペシャル）
- ホーホケキョ となりの山田くん（徳間書店・アニメージュコミックススペシャル）
- ポケットモンスターシリーズ（小学館・てんとう虫コミックスアニメ版）
- ボビーに首ったけ（角川書店）

#### ま行
- 毎日かあさん（毎日新聞社）
- 毎日が日曜日（双葉社）
- 魔女の宅急便（徳間書店・アニメージュコミックススペシャル）
- 魔法少女プリティサミー（富士見書房）
- 魔法少女まどか☆マギカ（芳文社）
- 魔法陣グルグル（エニックス）
- 魔法先生ネギま!（第1話）（講談社KCデラックス『TV ANIMATION 魔法先生ネギま! OFFICIAL FAN BOOK』に掲載）
- 魔法のプリンセス ミンキーモモ 夢の中の輪舞（近代映画社・ジ・アニメ・フィルムコミックス）
- 未来少年コナン（双葉社・アクションコミックスアニメ版）
- 味楽る!ミミカ
- 耳をすませば（徳間書店・アニメージュコミックススペシャル）
- みゆき
- 名探偵ホームズ（徳間書店・アニメージュ文庫）
- メガゾーン23（小学館）
- Major 2nd（小学館）
- めぞん一刻
- もし高校野球の女子マネージャーがドラッカーの『マネジメント』を読んだら（もしドラ）（小学館）
- もののけ姫（徳間書店・アニメージュコミックススペシャル）

#### や行
- ヤダモン（徳間書店・アニメージュコミックススペシャル）
- ヤマトよ永遠に（秋田書店ANIMEコミックス・チャンピオン・グラフィック）
- 幽☆遊☆白書（劇場版）（集英社）
- 幽☆遊☆白書 冥界死闘篇 炎の絆（集英社）
- 四畳半神話大系（扶桑社）
- 鎧伝サムライトルーパー

#### ら行
- ラブひな（講談社・アニメKC）
- らんま1/2（小学館）
- リトル・マーメイド（竹書房・バンブーコミックス）
- ルパン三世 カリオストロの城（双葉社・アクションコミックスアニメ版）
- レイトン教授と永遠の歌姫（小学館・少年サンデーコミックススペシャル）
- RAVE（講談社・アニメKC）
- レンズマン（講談社・アニメKC）
- ろくでなしBLUES劇場版（集英社）
- 六門天外モンコレナイト（角川書店）
- ロストユニバース（富士見書房）
- ロックマンエグゼStream（カプコン）
- ローゼンメイデン（幻冬舎コミックス）

#### わ行
- わがまま☆フェアリー ミルモでポン!（小学館のカラーワイド・テレビアニメコミック）
- 笑ゥせぇるすまん（中央公論新社）
- ONE PIECE（集英社）

## オリジナル
- ちょっとだけかえってきたDr.スランプ
- 貯金戦士キャッシュマン

## 実写作品

### アジア系海外作品
- 美男（イケメン）ですね（キネマ旬報社）
- カンニング・モンキー 天中拳（秋田書店・MOVIEコミックス）
- クレージーモンキー 笑拳（秋田書店・MOVIEコミックス）
- 宮 -Love in Palace-（新書館・ディアプラスコミックス）
- 拳精（秋田書店・MOVIEコミックス）
- コーヒープリンス1号店（竹書房）
- 五福星（秋田書店・MOVIEコミックス）
- シークレット・ガーデン（Booklogcompany）
- 蛇鶴八拳（秋田書店・MOVIEコミックス）
- 少林寺木人拳（秋田書店・MOVIEコミックス）
- 少林寺2（秋田書店・MOVIEコミックス）
- 水滸伝（香港映画）（秋田書店・MOVIEコミックス）
- スネーキーモンキー 蛇拳（秋田書店・MOVIEコミックス）
- スパルタンX（秋田書店・MOVIEコミックス）
- ドラゴン特攻隊（秋田書店・MOVIEコミックス）
- ドラゴンロード（秋田書店・MOVIEコミックス）
- ドランクモンキー 酔拳（秋田書店・MOVIEコミックス）
- ファースト・ミッション（秋田書店・MOVIEコミックス）
- 必殺鉄指拳（秋田書店・MOVIEコミックス）
- プロジェクトA（秋田書店・MOVIEコミックス）
- 僕の彼女は九尾狐（キネマ旬報社）
- マイ・プリンセス（キネマ旬報社）
- メリは外泊中（キネマ旬報社）
- 燃えよドラゴン（秋田書店・MOVIEコミックス）
- ヤングマスター 師弟出馬（秋田書店・MOVIEコミックス）
- 龍拳（秋田書店・MOVIEコミックス）

### その他
- 宇宙大作戦（スタートレック TOS）
- ウルトラマン80（秋田書店・チャンピオン・グラフィック）
- ゴジラ（1984年版）（秋田書店・MOVIEコミックス）[4]
- ゴジラ・エビラ・モスラ 南海の大決闘（秋田書店・MOVIEコミックス）[4]
- 三大怪獣 地球最大の決戦（秋田書店・MOVIEコミックス）[4]
- モスラ対ゴジラ（秋田書店・MOVIEコミックス）[4]
- メカゴジラの逆襲（秋田書店・MOVIEコミックス）[4]
- メグたんって魔法つかえるの?（ワニブックス）タイトルは『よりぬきメグたん「メグたんって魔法つかえるの?」フォトコミック』
- スター・ウォーズ/クローン・ウォーズ（竹書房・バンブーコミックス）
- バトルクリーク・ブロー（秋田書店・MOVIEコミックス）
- ゴジラvsデストロイア(平沼久則・東宝株式会社)